# 高知競輪場
高知競輪場（こうちけいりんじょう）は、高知県高知市にある競輪場兼陸上競技場である。通称は「りょうまスタジアム」。施設所有および主催は高知市。競技実施はJKA西日本地区本部中四国支部。

## 概要
1950年に開設された。条例（高知市営自転車競走条例、昭和37年10月10日高知市条例第33号）上の名称は「高知市設競輪場」。1999年10月には、2002年よさこい高知国体の自転車競技での使用に際して場内を全面改装し、面目を一新している。
記念競輪 (GIII) は『よさこい賞争覇戦』として毎年4月（2013年と2021年は時期移動で7月）に行われ、2018年までは2日目の優秀競走としてマスコットキャラクターであるクーリンにちなんで、クーリンカップが行なわれていた。また高知を中心に活躍し現役時代から福祉活動に尽力し続けている山崎勲、高松宮賜杯競輪を制した松村憲、およびオールスター競輪を制した松村信定（松村憲の実息）を称え、それぞれ『山崎勲杯争覇戦』『松村憲・松村信定土佐の親子鷹杯争覇戦』が開催されている。
特別競輪は、2000年と2007年にオールスター競輪が、2003年と2023年には読売新聞社杯全日本選抜競輪が、2012年には最終開催の東西王座戦が、2018年には共同通信社杯が、それぞれ開催された。今後は、2026年7月17日から20日まで初開催のサマーナイトフェスティバルがナイター開催として行われる事になった。
2004年3月17日から四国競輪インターネットライブにより動画実況されていたが2010年11月2日に終了した。トータリゼータシステムは当場の包括委託業者である日本トーターを採用している。
2012年11月1日から3日までの開催では『グッドモーニング900（キューマルマル）』として午前9時00分に第1R発走とするモーニング競輪を実施した。2024年現在、モーニング競輪は全国的には夏季は8:30より、冬季は8:50より第1競走の発走が可能であるが、高知では9:00発走で行われている。
2015年1月10日より、全国4箇所目となるミッドナイト競輪が開始された。2016年4月には「ミッドナイト競輪 in 高知」の新キャラクターの名前募集が実施され、「真夜 りん（まや りん）」に決定された。
2018年8月2日よりナイター競輪が開催されている。

## 施設
全国的にも珍しい、バンクの内側に陸上競技場を備えた複合施設となっている。陸上競技場としては高知市総合運動場の施設の一部（高知市総合運動場陸上競技場）となっており、条例上はバンク部分（自転車走路）も高知市総合運動場陸上競技場の施設の一部という扱いになっている。

### バンク
西日本では唯一となった500mを使用している。なお場内の全面改装時に陸上競技場としての造成を優先させたため、直線は500m走路の中で最も短く、カントも緩いため、先行選手が不利になるケースはやや低い。2023年にも改修された。
建物全体は一体型建築となっているが、高さの低い位置よりバックスタンドの裏側を流れる鏡川から風が入り込む。主に午前中は3コーナーから1センターへ、午後からは2コーナーから2センターへと吹き込む事が多い。特に後者の場合、2センターに宿舎棟があるのではね返った風がさらにメインスタンドに遮られてホーム直線で思いの外風が巻いていることが多く、捲り追い込みが効きにくい理由の一つになっている。なお走路全周外側にはポリカーボネート（透明板）が設置されている。
全国の競輪場の中で唯一、レースの残りが1周半に差し掛かったときに鳴らす打鐘に銅鑼を使用している。
通常、競輪の発走地点は、ゴールラインより25mまたは15m後方に置かれるが、高知競輪場では全国で唯一ゴールライン上にて発走を行う。このため、高知での競走距離はS級の場合4周で2000m、A級・ガールズケイリンの場合は3周で1500mとなる。

### 陸上競技場
陸上競技用の400mトラック（直線9レーン、周回8レーン）があり、日本陸上競技連盟の第2種（乙）公認陸上競技場として登録されている。周囲に500mバンクを配置するレイアウトの関係上、跳躍走路がトラックの内側に配置されており、フィールド部分で球技を行うことは出来ない。

### メインスタンド
メインスタンドは前述のとおり1999年に全面改築された地下2階・地上6階の建物で、競輪の休催を最短とするために、1年という短期間で現地建て替えを行った全国初の事例となっている。スタンド地下2階に収容台数600台分の駐車場を備え、バンクと陸上トラックが地下1階部分に相当し、観覧席は地上の1階から4階までとなっている。収容人数は8,943人。また、建物内に宿泊施設も有する。
バックスタンド側に大型映像システムを有している。

## チャリロト
2013年4月23日からの開催より、重勝式投票にあたるチャリロトが発売される。なお高知は奈良競輪場・玉野競輪場・高松競輪場・広島競輪場とキャリーオーバーを共有する『グループC』としての発売となり、キャリーオーバーの対象外であるチャリロト3は高知の開催では発売されない。

## ギャラリー

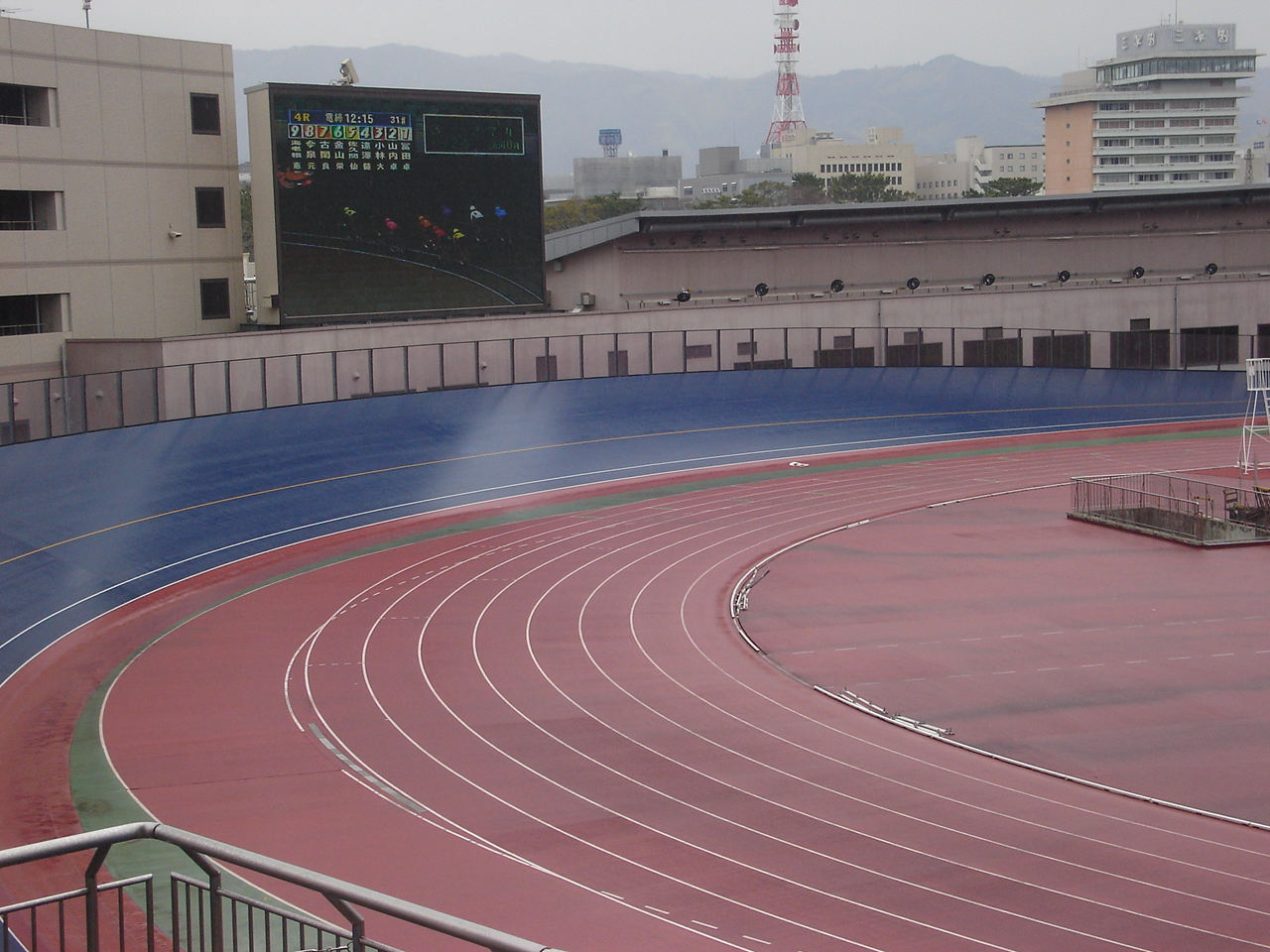
大型映像装置（3コーナー側）
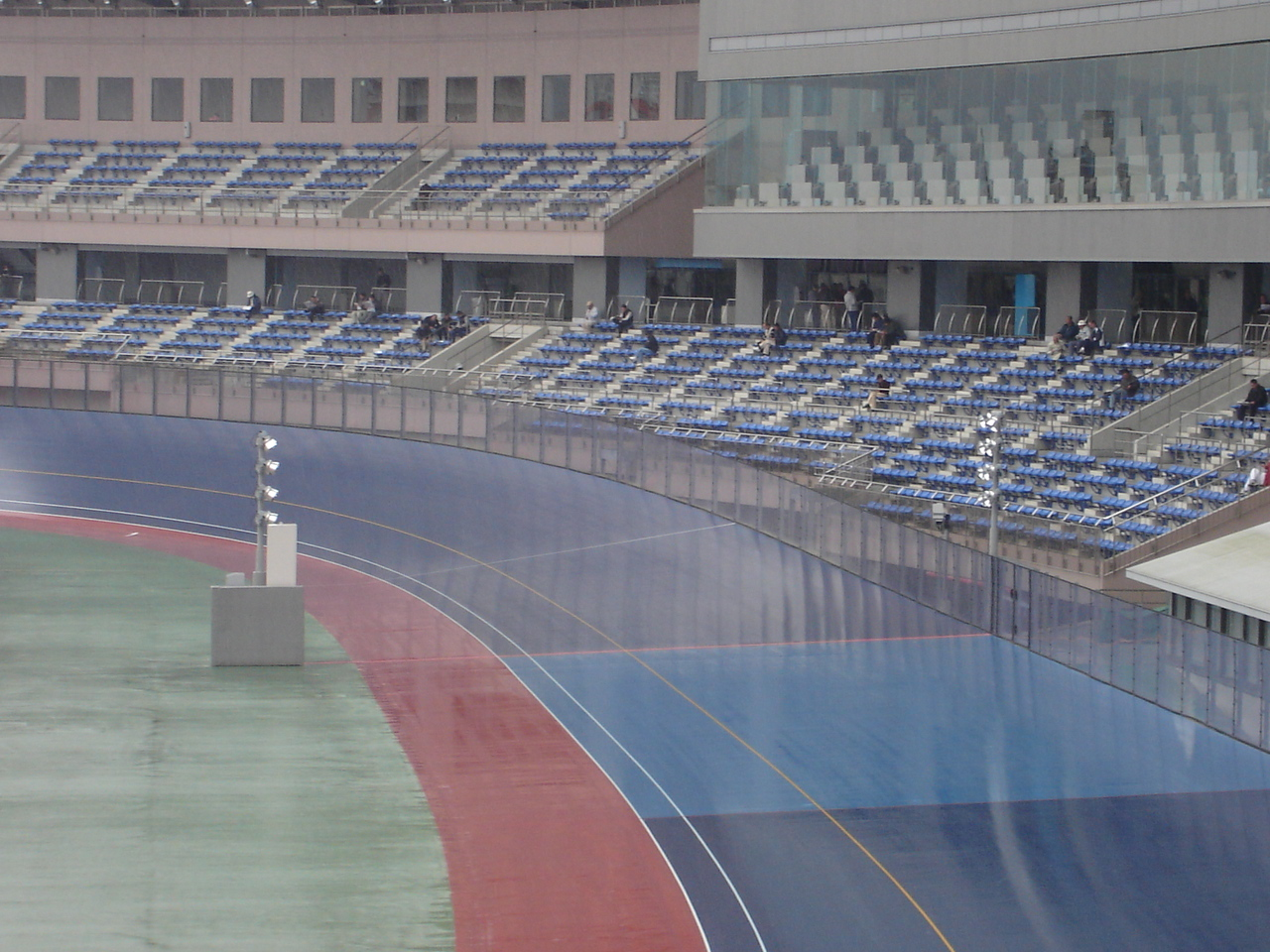
スタンド
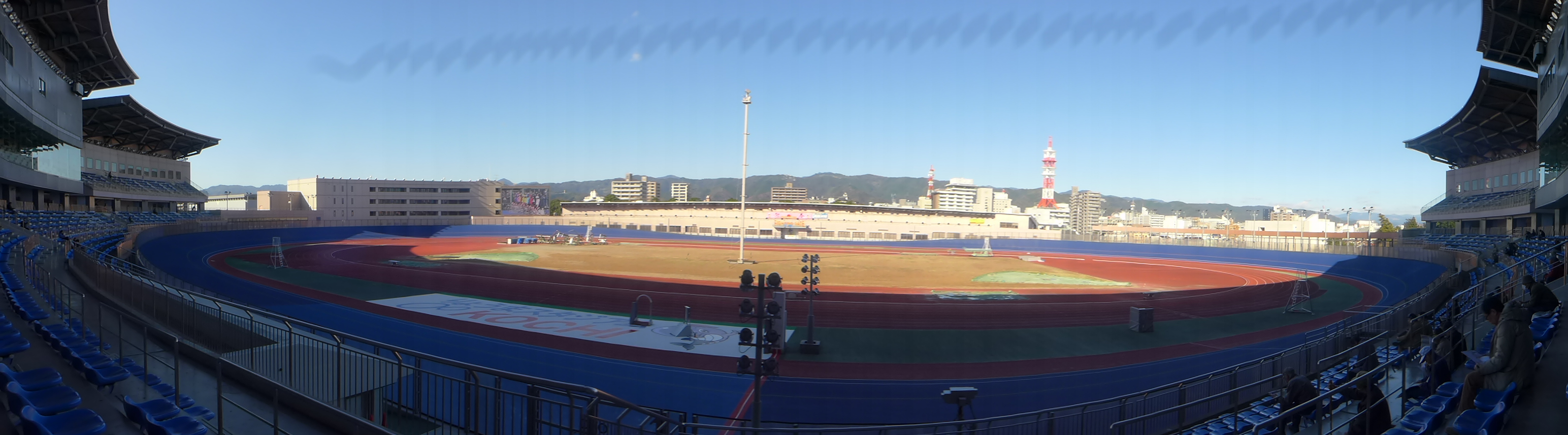
トラック内

## アクセス
鏡川沿いで潮江天満宮の隣に位置する。
- とさでん交通伊野線グランド通停留場またはとさでん交通・県交北部交通グランド通バス停下車、徒歩5分。
- 高知駅から無料送迎バスあり。

## 場外車券売場
- サテライト南国 - 高知県南国市明見830番地1
- サテライト安田 - 高知県安芸郡安田町唐浜231番地

## 歴代記念競輪優勝者
| 年     | 優勝者     | 登録地 |
| ------ | ---------- | ------ |
| 2002年 | 佐々木則幸 | 高知   |
| 2004年 | 村上義弘   | 京都   |
| 2005年 | 稲垣裕之   | 京都   |
| 2006年 | 兵藤一也   | 群馬   |
| 2008年 | 小野俊之   | 大分   |
| 2009年 | 小橋正義   | 新潟   |
| 2010年 | 中村浩士   | 千葉   |
| 2011年 | 佐藤慎太郎 | 福島   |
| 2012年 | 武田豊樹   | 茨城   |
| 2013年 | 藤田竜矢   | 埼玉   |
| 2014年 | 渡邉一成   | 福島   |
| 2015年 | 山崎芳仁   | 福島   |
| 2016年 | 村上義弘   | 京都   |
| 2017年 | 深谷知広   | 愛知   |
| 2019年 | 山中貴雄   | 高知   |
| 2020年 | 浅井康太   | 三重   |
| 2021年 | 長島大介   | 栃木   |
| 2023年 | 新田祐大   | 福島   |
| 2024年 | 阿部将大   | 大分   |
| 2025年 | 清水裕友   | 山口   |

※1節4日間制開催となった、2002年4月以降の歴代記念競輪優勝者を列記。

## エピソード
- 高知総合運動場内に野球場（高知市野球場）があるため、かつては阪急ブレーブスが春季キャンプを張っていた頃、キャンプ休日が競輪開催日と重なった日は、よく当時の選手達が車券を買いに来ていたと言われている。

- 1985年に起こった高知市内における山一抗争の影響で、2月23日に場内で発砲事件が発生し死者2人重傷1人を出した。この事件により公営競技間の連絡機関である施行者協議会が場内からのノミ屋排除へと本格的に動き出すきっかけとなった。

- くさか里樹原作の漫画、「ケイリン野郎〜周と和美のラブストーリー〜」とその続編「ケイリン野郎GP」の主人公である伊東周（いとう・しゅう）は、高知競輪場がホームバンクという設定である。

- 2013年7月25日の記念競輪初日11R特選競走（8車立て[注 5]）で、武田豊樹、渡邉晴智、堤洋、根田空史、白戸淳太郎、大竹慎吾、飯嶋則之の7名が牽制しあう間に単騎で中村一将がスパートし、そのまま1位で入線（ゴール）した。武田ら他の7名は猛追するも大差のまま入線してしまったため、中村を除く7名は全員が追走義務違反のため失格となった。中村は1着と認められたが他の7名が失格したためレースは不成立となり、全ての車券（7賭式と当日のDokanto!4two）が全額返還となった[15][16]。なお、失格した7名はそのまま高知競輪場から契約解除され即日帰郷となり、かつ同競輪場から1年以上のあっせん停止処分を受けた[17]。さらに、JKAより7月29日付であっせん保留の、8月16日付で9月1日より11月30日まで（武田を除く6名）・12月31日まで（武田[注 6]）あっせん停止の処分が下された[18]。